# Nagytanács (Velence)
A Nagytanács vagy olaszul: Maggior Consiglio 1172-ben alakult meg, és a Velencei Köztársaság legfőbb törvényhozói intézményévé vált. A tanács megalakulása Velence arisztokratikus alkotmányának kialakulásához köthető, ugyanis a 12. század után kialakuló velencei államrend egyik alapkövévé vált a Nagytanács. 

## A Nagytanács kialakulása
A lagúnák összefogásának első éveiben, az államiság első jegyei két intézményben jelentek meg. Az egyik a dózse méltósága volt, a másik pedig a népgyűlés legitimizáló intézménye. A velencei állam kialakulásánál a gazdag kereskedőrétegre épülő állam lassan nem tudta feltartóztatni az arisztokrácia politikai hatalomba való benyomulását. A Nagytanács tulajdonképpen a népgyűlés szerepét és jogkörét vette át. De az arisztokraták befolyása mellett kialakulásában szerepet játszott az is, hogy Velence népessége rohamosan fejlődött, és ezért veszélybe került a népgyűlés hatékonysága. 

A tanács megalakulásakor 480 tagot számlált. A kezelhető létszámú testület a köztársaság minden társadalmi rétegéből választott képviselőkkel ülésezett. A nemeseken és polgárokon kívül az egyszerű velencei lakosok is politikai teret kaptak a Nagytanácsban. A törvény kimondja, hogy a tanács helyeit bárki betöltheti, aki megszerzi a szükséges szavazatokat. Ez elvben tehát kedvezett minden indulónak, a gyakorlatban persze a nemesek javára dőlt el. A gazdagabbak meg tudták vásárolni a szavazatokat és ismertségi körük is nagyobb volt. Ez lassan eldöntötte a tanács tagjainak hovatartozását, és a Nagytanácsból kiszorultak azok, akiknek nem volt elég vagyonuk és ismertségük a szavazatok megszerzéséhez.
A tanácsba azonban nem csak választással, hivatalból is be lehetett kerülni. A későbbi években a Kistanács, a Quarantia és a Szenátus tagjai automatikusan a Nagytanács tagjaivá váltak, és a köztársaság területén működő jelentősebb hivatalnokok is a tanács tagjaivá váltak, amint lejárt hivatali idejük. Ez utóbbiak szakismerete nélkülözhetetlenné vált a tanács működéséhez.

## A Nagytanács zártkörűségének kialakulása
A törvények értelmében a tanács tagjai közé egy családból maximum négy fő juthatott be, mégis 1261-re mindössze 27 család birtokában volt 242 mandátum. Ez is jól mutatja, hogy a köztársaság szűk rétege uralhatta a kereskedőállam törvényhozását. A Nagytanács létszámát hiába emelték az évek múltával, az mindig hasonló arányokat mutatott. 1275-ben 567 tagja volt a tanácsnak, míg a 14. században ez a szám ezer fölé emelkedett. 1289-ben Pietro Gradenigo léphetett a dózse trónjára, aki egyértelműen az arisztokratikus átalakulás híve volt. Az egészen 1299-ig több társadalmi réteget képviselő Nagytanács uralma alatt teljesen megváltozott. A dózse új választási törvényt fogadtatott el, amelynek értelmében egy tanácstagnak meg kellett szereznie öt kormánytag és huszonöt Quarantia-tag ajánlását, és emellett még a Nagytanács kétharmadának támogatását is. Az új szabály valójában szinte örökletessé tette a Nagytanács tagjainak helyét. Gradenigo uralkodása alatt a velencei államapparátus köre zárt világgá alakult át, ahová külső családoknak csak nagyon nehezen lehetett beférkőzni. 

1314. július 19-én létrehozták az Aranykönyvet, azaz a Libro d'oro-t, amely azon nemesek névsorát tartalmazta, akik jogosultak voltak belépni a Nagytanácsba. Később az Aranykönyv egyfajta nemesi nyilvántartássá alakult, amely a velencei nemesek fontosabb adatait is feljegyezte. A könyvet a Quarantia három elnöke vezette. Ettől kezdve a Nagytanács tagjai mind nemesek voltak, illetve akit sorai közé fogadott a tanács, annak azonnal nemesi rangot adtak. 1319-ben a nemesek közül csak azok kerülhettek a tanácsba, akik betöltötték 25. életévüket, és az avvogadorok előtt jogi szakvizsgát tettek. Végül 1323. szeptember 16-án a Nagytanács kimondta, hogy tagjai csak örökletes úton foglalhatják el helyüket. Ezzel végleg kialakult a Consiglio Maggiore zártkörűvé tétele.

## A tanács feladatköre
A Serenissima fennállása során az 1172-től egészen a köztársaság bukásáig működő tanács feladatköre folyamatosan változott. Az évek során az egyre terebélyesebb létszámmal rendelkező tanács döntésképességének megőrzése miatt egyes funkciókat elkülönítetten kezeltek. A Nagytanács bizottságai azonban idővel függetlenedtek, és így jött létre a Quarantia, a Szenátus és a Bölcsek Tanácsa. Az ezek által gyakorolt jogok valamikor a Nagytanácshoz tartoztak. Megalakulásának időszakában a Nagytanács a népgyűléstől átvett széles jogkörökkel rendelkezett, amelyek lassan a többi intézmény kiépülésével párhuzamosan kerültek ki a tanács hatóköréből. 

Az állami hivatalnokok megválasztásának és kinevezésének joga mindvégig megmaradt a Nagytanács kezében. Leggyakrabban kilenc választót jelöltek ki, akik megválaszthatták a hivatalnokot. Ez alól nem képezett kivételt maga a dózse sem. Megválasztása ugyan bonyolultabb rendszerben zajlott le, de a Nagytanács választotta meg.
A tanács üléseinek kezdetét a Szent Márk-bazilika harangja jelezte. A tanácstagok ekkor a Dózse-palota tanácstermében gyűltek össze, ahol magasított pódiumon foglalhattak helyet a köztársaság vezetői. Az ülésen a dózse elnökölt, és mindig az ő joga volt egy kérdésben először nyilatkozni. A pódiumon foglalt helyet a Signoria, a Quarantia három elnöke, a Tízek Tanácsának elnökei és az avvogadorok. Az üléseken zajló vitákat a dózse és a Signoria együtt döntve irányította, jogukban állt megvonni a szót egyes képviselőktől. A döntésképességhez 1309-től kezdve kétszáz fő jelenlétére volt szükség. Ezek leggyakrabban egyszerű többséggel döntöttek a különböző kérdésekben, ritkábban minősített többséggel. A jegyzőkönyv a Nagytanács vitáiról nem szólt, csak az eredményeket jegyezte fel. A családokat személyesen érintő témák esetében a szavazásból kizárták az egész rokonságot. 

A Nagytanácson belül három osztályba sorolták a nemseket. Ezek az osztályok hivatalosan ugyan semmi jelentőséggel nem rendelkeztek, de mégis nagyobb figyelmet szenteltek egy olyan problémának, amelyet egy első osztályba tartozó nemes hozott fel, és ezek véleményére is többet adtak. Az első osztályba azok a családok tartoztak, akik azon tizenkét tribunnak a leszármazottai voltak, akik az első dózsét megválasztották 697-ben, vagy az első dózse emelte őket nemesi rangra, vagy már korábban is nemesek voltak. Ide 24 család tartozott. A második osztályba sorolták az 1298 előtt a Nagytanács tagjaivá lett családokat, illetve a chioggiai háborúban nemesi rangot szerzőket. A harmadik osztályba azok a nemesek kerültek, akik kegyből vagy háborús költségek megtérítése miatt szerezték meg nemesi rangjukat. Ezen osztályok a tanácsteremben elfoglalt helyeket is meghatározták.

A velencei állam már a kezdetektől fogva igyekezett elkülöníteni az egyházat az államtól. Ez egész Európában egyedülálló volt. Ennek megfelelően egyházi személyiségek sohasem vállaltak jelentős szerepet a Nagytanácsban. 1474-ben végül törvény is kimondta, hogy egyházi méltóságok világi hivatalt nem viselhetnek.